# Stefan Toleski
Stefan Toleski (1979. augusztus 13. – 2002. december 12.) macedón labdarúgó.

## Pályafutása
Toleski a macedón Szileksz együttesétől került 2000 nyarán a Nagykanizsai Olajbányász SE labdarúgócsapatához, melynek színeiben 12 mérkőzésen 1 gólt szerzett az élvonalban. Toleski ezután megfordult még a macedón FK Napredok csapatában is.

## Halála
Toleski 2002. december 12-én egy az FK Kumanovo ellen vívott bajnoki mérkőzés során a pályán összeesett. Az orvosok nem tudták megmenteni az életét. Halálát szívinfarktus okozta.